# Nifelvind
Nifelvind (în românește Vânt infernal) este cel de-al cincilea album de studio al formației Finntroll. Este primul album cu Virta.
Acest album a fost lansat în trei variante:
- varianta care include doar albumul[1]
- ediția limitată care include albumul plus o melodie bonus, un suport pentru bere și un poster din material textil[2]
- varianta care include albumul plus trei melodii bonus (pe disc separat); această variantă are o copertă diferită[3]

## Lista pieselor
1. "Blodmarsch (Intro)" (Marșul sângelui (Intro)) - 02:12
2. "Solsagan" (Povestea soarelui) - 04:32
3. "Den frusna munnen" (Gura înghețată) - 04:05
4. "Ett norrskensdåd" (Fapta luminilor nordice) - 03:35
5. "I trädens sång" (În cântecul copacilor) - 03:45
6. "Tiden utan tid" (Timpul fără timp) - 04:58
7. "Galgasång" (Cântecul spânzurătorii) - 03:45
8. "Mot skuggornas värld" (Spre lumea umbrelor) - 04:44
9. "Under bergets rot" (Sub rădăcina muntelui) - 03:28
10. "Fornfamnad" (Îmbrățișarea celui bătrân) - 03:43
11. "Dråp" (Crimă) - 07:01

### Piesa bonus inclusă pe ediția limitată
1. "Under dvärgens fot" (Sub piciorul piticului) - 03:32

### Piesele bonus incluse pe edițiaLimited Tour Edition
1. "Insects"[4] - 04:47
2. "Can You Forgive Her?"[5] - 04:20
3. "The God That Failed"[6] - 05:19

## Personal
- Vreth - vocal
- Routa - chitară
- Skrymer - chitară
- Trollhorn - sintetizator
- Tundra - chitară bas
- Beast Dominator - baterie
- Virta - sintetizator
- Katla - versuri

## Clasament
| Țara     | Poziția |
| -------- | ------- |
| Austria  | 61      |
| Elveția  | 44      |
| Finlanda | 35      |
| Franța   | 151     |
| Germania | 31      |
| Suedia   | 49      |